# Беднарчик, Якуб
Я́куб Я́цек Бе́днарчик (пол. Jakub Jacek Bednarczyk; 2 января 1999, Тарновске-Гуры) — польский футболист, защитник клуба «Гурник».

## Клубная карьера
Родился 2 января 1999 года. Воспитанник футбольной школы клуба «Байер 04». За первую команду дебютировал 13 декабря 2018 года в матче Лиги Европы против АЕКа (Ларнака), выйдя на замену на 81-й минуте вместо Венделла. Этот матч так и остался единственным для поляка первой командой фармацевтов.
22 января 2019 года перешёл в клуб Второй Бундеслиги «Санкт-Паули», подписав контракт на 2,5 года.

## Карьера в сборной
В период между 2015 и 2018 годами он играл за юношеские сборные Польши, за которые провёл 12 матчей.
В 2019 в году составе молодёжной сборной Польши поехал на домашний молодёжный чемпионат мира. На турнире сыграл в четырёх матчах и забил один гол, а команда вылетела на стадии 1/8 финала.